# José Paolo Guerrero
José Paolo Guerrero, teljes nevén José Paolo Guerrero Gonzales (Lima, 1984. január 1. –) perui labdarúgó, jelenleg a brazil CR Flamengo csatára.

## Karrierje

### Bayern München
Egészen 2002-ig a fővárosi Club Alianza Lima csapatának utánpótlás-együtteseiben játszott. 18 évesen szerződött Európába, a Bayern Münchenhez. 2004-ben mutatkozott be a tartalékcsapatban, ahol első idényében 23 mérkőzésen 21 gólt szerzett. 2004-ben csatlakozott az első csapat keretéhez, amelynek ekkor tagja volt többek között honfitársa, Claudio Pizarro is. Az első csapatnál végül két szezon alatt csak huszonhét mérkőzésen kapott lehetőséget, igaz, ezeken tízszer betalált.

### Hamburg
2006 júniusában jelentették be hivatalosan, hogy a Hamburghoz szerződik. Első hamburgi szezonjára egy sérülés rányomta a bélyegét, a szezon felét ki kellett hagynia emiatt. A sérülésből visszatérve is leginkábbb csak csere volt, így végül 20 meccsen 5 találattal zárt. A 2007-08-as évad már sokkal jobban sikerült számára, kilenc góljával a házi góllövőlista harmadik helyén végzett Ivica Olić (14) és Rafael van der Vaart (12) mögött. Ezenkívül kiosztott négy gólpasszt is. Az utolsó fordulóban, a Karlsruhe ellen megszerezte profi pályafutása első mesterhármasát. A 2009-10-es évad során mindössze hat mérkőzésen játszhatott. A következő idényben bár a bajnokság nagy részében már játszhatott, mégis csak négyszer talált a kapuba.
2010 áprilisában 50 és 100 ezer euró közötti összegre büntette őt klubja, miután egy szurkoló szidalmai után hozzávágta kulacsát. A szövetség további 20 ezer euróval, valamint ötmecces eltiltással sújtotta.

### Válogatott
A válogatottban 2004-ben, a vb-selejtezők alatt mutatkozhatott be. A katasztrofális  2007-es Copa América és a2010-es vb-selejtezők a válogatott élére az uruguayi Sergio Markarian került.
Vele a válogatott a 2011-es Copa América küzdelmei során hosszú idő után egyik legjobb eredményét érte el, harmadik lett. Guerrero a torna gólkirálya lett, miután betalált két csoportmeccsen, valamint a harmadik helyért rendezett összecsapáson mesterhármast szerzett Venezuela ellen.
Ezt az eredményt sikerült megismételni a négy évvel későbbi  tornán is, Guerrero pedig 4 góllal, Eduardo Vargassal holtversenyben a  2015-ös Copa América (társ)gólkirálya lett. 28 góljával a perui válogatott történetének legeredményesebb játékosa.

## Karrierje statisztikái

### Klub
| Klub               | Szezon             | Bajnokság | Bajnokság | Kupa  | Kupa | Nemzetközi | Nemzetközi | Összesen | Összesen |
| Klub               | Szezon             | Mérk.     | Gól       | Mérk. | Gól  | Mérk.      | Gól        | Mérk.    | Gól      |
| ------------------ | ------------------ | --------- | --------- | ----- | ---- | ---------- | ---------- | -------- | -------- |
| Bayern München II  | 2002–03            | 18        | 8         | -     | -    | -          | -          | 18       | 8        |
| Bayern München II  | 2003–04            | 24        | 21        | 1     | -    | -          | -          | 25       | 21       |
| Bayern München II  | 2004–05            | 11        | 7         | 3     | 4    | -          | -          | 14       | 11       |
| Bayern München II  | 2005–06            | 13        | 9         | 1     | 0    | -          | -          | 13       | 9        |
| Bayern München II  | Összesen           | 66        | 45        | 4     | 4    | -          | -          | 70       | 49       |
| Bayern München     | 2004–05            | 13        | 6         | 1     | -    | 6          | 1          | 20       | 7        |
| Bayern München     | 2005–06            | 14        | 4         | 3     | 1    | 7          | 1          | 24       | 6        |
| Bayern München     | Összesen           | 27        | 10        | 4     | 1    | 13         | 2          | 44       | 13       |
| Hamburg            | 2006–07            | 20        | 5         | -     | -    | 5          | 0          | 25       | 5        |
| Hamburg            | 2007–08            | 29        | 9         | 3     | 0    | 9          | 5          | 41       | 14       |
| Hamburg            | 2008–09            | 31        | 9         | 5     | 1    | 12         | 4          | 48       | 14       |
| Hamburg            | 2009–10            | 6         | 4         | 1     | 0    | 6          | 3          | 13       | 7        |
| Hamburg            | 2010–11            | 25        | 4         | 2     | 1    | -          | -          | 27       | 5        |
| Összesen           | Összesen           | 111       | 31        | 11    | 2    | 32         | 12         | 154      | 45       |
| Karrierje összesen | Karrierje összesen | 204       | 86        | 19    | 7    | 45         | 14         | 268      | 107      |

### Válogatott góljai
| #   | Időpont              | Helyszín            | Ellenfél  | Állás | Végeredmény | Kiírás               |
| --- | -------------------- | ------------------- | --------- | ----- | ----------- | -------------------- |
| 1.  | 2004. november 17.   | Lima, Peru          | Chile     | 2-1   | Győzelem    | Vb-selejtező         |
| 2.  | 2005. március 30.    | Lima, Peru          | Ecuador   | 2-2   | Döntetlen   | Vb-selejtező         |
| 3.  | 2005. augusztus 17.  | Tacna, Peru         | Chile     | 3-1   | Győzelem    | Barátságos           |
| 4.  | 2006. szeptember 6.  | New Jersey, USA     | Ecuador   | 1-1   | Döntetlen   | Barátságos           |
| 5.  | 2006. október 7.     | Viña del Mar, Chile | Chile     | 3-2   | Vereség     | Barátságos           |
| 6.  | 2007. június 26.     | Mérida, Venezuela   | Uruguay   | 3-0   | Győzelem    | 2007-es Copa América |
| 7.  | 2007. szeptember 8.  | Lima, Peru          | Kolumbia  | 2-2   | Döntetlen   | Barátságos           |
| 8.  | 2007. szeptember 8.  | Lima, Peru          | Kolumbia  | 2-2   | Döntetlen   | Barátságos           |
| 9.  | 2007. szeptember 12. | Lima, Peru          | Bolívia   | 2-0   | Győzelem    | Barátságos           |
| 10. | 2011. június 28.     | Lima, Peru          | Szenegál  | 1-0   | Győzelem    | Barátságos           |
| 11. | 2011. július 4.      | San Juan, Argentína | Uruguay   | 1-1   | Döntetlen   | 2011-es Copa América |
| 12. | 2011. július 8.      | Mendoza, Argentína  | Mexikó    | 1-0   | Győzelem    | 2011-es Copa América |
| 13. | 2011. július 23.     | La Plata, Argentína | Venezuela | 2-0   | Győzelem    | 2011-es Copa América |
| 14. | 2011. július 23.     | La Plata, Argentína | Venezuela | 3-1   | Győzelem    | 2011-es Copa América |
| 15. | 2011. július 23.     | La Plata, Argentína | Venezuela | 4-1   | Győzelem    | 2011-es Copa América |

## Külső hivatkozások
- Adatlap a Hamburg weboldalán